# ヴェルダージス・セクレタス
『エンジェルズ･シークレット』（原題: Verdades Secretasヴェルダージス・セクレタス）は、ワルシルカラスコによって作成され、マウロメンドンサフィリョによって監督されたブラジルのテレノベラです。ヘジ・グローボによって制作および放送され、2015年6月8日から9月25日まで放送され、16週間で合計64のエピソードが放送されました。テレノベラは、午後11時のタイムスロットで最初のオリジナル作品であり、4つの前作すべてが主にリメイクされています。カミラ・ケリロス、グラジ・マッサフェラ、ロドリゴ・ロンバーディ、アガサ・モレイラ、レイナルド・ジャネッキーニ、マリエータ・セヴェロ、ドリカ・モラエスが主役を演じています。
日本国内では字幕版がHuluで視聴できる。

## あらすじ
アルレッチ（Arlette）はサンパウロ州の田舎に住む普通の女の子。彼女はモデルエージェンシー『ファニー社』のスカウトであるヴィスキーから、サンパウロへの招待を受けていたが、教育を受けさせたい母親カロリーナに反対されていた。ある日、彼女の父親ホジェーリオがソロカーバ市に別の家を持ち、元秘書ヴィヴィアーニとの不倫がアルレッチと母親にバレてしまう。しかもその間に作った7歳の娘もいた。
カロリーナは激昂し、即刻離婚とサンパウロへの引っ越しを決める。カロリーナとアルレッチはサンパウロに住む祖母イルダの家に身を寄せ、アルレッチは奨学金を得てお金持ちが通う高校に入学が決まる。そのついでに親子は初めてファニー社を訪ね、家計を助けるためモデルになることを決意する。アルレッチは事務所の経営者ファニーから『エンジェル』という芸名を貰う。
ファニー社では一般的なモデル事業の他に、自社のモデルを売春させる「ピンクブック（ブックローザ）」事業も行っていた。ファニーから聞かされたアルレッチは当初「彼氏がいるから」と断っていたが、ファッションショーの出場を条件に、更に家計を助けるためピンクブックを受け入れる。
ファニー社は独占契約目当てに、アルレッチを世界的なブランドを展開する実業家アレックスの元に派遣させる。アルレッチは彼との肉体関係を重ねるうち、本気で彼に惚れて結婚を考える。しかしアレックスは妻子持ち（ジョヴァンナという娘がいる）でありながら多数の女性を買い漁り、かつレイプや、自身の権力でスキャンダルのもみ消しまでしており「アルレッチに対する恋愛感情はないが、独占したい」と言い切られてしまう。
ショックを受けたアルレッチはアレックスと別れることを決めるが、後日アレックスは母親カロリーナにも手を出し、結婚までしてしまう。
一方ジョヴァンナはアルレッチと同じ高校のクラスメイトでありながら、彼女の入学以来貧乏人と馬鹿にし続けていた。しかし、彼女がモデルになったことを知ると、対抗心で出自を隠して同じファニー社に入所してモデルになり、ファニーから『キカ』という芸名を与えられる。ピンクブックにも参加したが、彼女はファニー社に自身の家族に隠れてモデルになったため実父アレックスの下にも派遣されてしまう。

## キャスト
特別ゲスト